# Генеральна лічильна комісія
Генеральна лічильна комісія – фінансово-ревізійний орган, який поряд із Генеральною скарбовою канцелярією був створений царським урядом для встановлення фінансового контролю над Гетьманщиною. Заснована 1734 під час організації Правління гетьманського уряду. Г.л.к. контролювала і ревізувала розкладання податків по полках і сотнях та процес надходження грошей від них, стягнення недоїмок. З цією метою збирала щомісячні відомості від 10 полкових комісарів, полкових лічильних комісій (1742–76), 20 комісарів зі збору "рубльового складу" (1765–82); перевіряла прибутки від рангових маєтностей і державних маєтків, стежила за обігом грошей та матеріальних ресурсів. Протягом 1750–65 функціонувала як ревізійний орган Гетьманщини, підлеглий спочатку безпосередньо гетьманові, а з 1760 – генеральному підскарбію. Від осені 1765 підпорядкована 2-й Малоросійській колегії. Скасована 1782 у зв'язку із запровадженням намісництв.